# 五硫化二リン
五硫化二リン（ごりゅうかにリン、phosphorus pentasulfide）は、分子式 P4S10 で表される、リンと硫黄からなる無機化合物である。淡黄色固体の粉末で、硫化剤などとして工業的に重要である。二硫化炭素やベンゼンには溶けるが、アルコールやアミンとは反応を起こす。分子構造はアダマンタンと類似しており、五酸化二リンとほぼ同じである。

## 合成
五硫化二リンは液体の白リンを300°Cで硫黄と反応させることで得られる。また、硫黄もしくは黄鉄鉱（硫化鉄(II) FeS からなる鉱物）とリン化鉄（Fe2P、燐灰石から白リンを作るときの副生成物）との反応でも得られる。
{\displaystyle {\ce {{4Fe2P}+ 18S -> {P4S10}+ 8FeS}}}
{\displaystyle {\ce {{4Fe2P}+ {18FeS2}+}}}熱{\displaystyle {\ce {-> {P4S10}+ 26FeS}}}

## 反応性
五硫化二リンは吸湿性があり、空気中の湿気を吸収して加水分解して硫化水素を発生する。従って五硫化二リンは腐卵臭を持つ。加水分解の際には硫化水素とともにリン酸も生じる。
{\displaystyle {\ce {{P4S10}+ 16H2O -> {4H3PO4}+ 10H2S}}}
アルコールやアミンを含む弱い求核剤と反応する。アニソール、フェロセン、そして1-メトキシナフタレンと反応し、ローソン試薬のような1,3,2,4-ジチアジホスフェタン 2,4-ジスルフィドを形成する。